# Gyas (geslacht)
Gyas is een geslacht van hooiwagens uit de familie Sclerosomatidae.
De wetenschappelijke naam Gyas is voor het eerst geldig gepubliceerd door Simon in 1879. 

## Soorten
Gyas is monotypisch en omvat slechts de volgende soort:
- Gyas annulatus